# FC Dinaburg
Dinaburg FC este un club de fotbal din Daugavpils, Letonia.Echipa susține meciurile de acasă pe Daugavas Stadions cu o capacitate de 3.480 de locuri.

## Premii
- Cupa Letoniei (1)
  - 1991

- Virslīga locul doi (1)
  - 1995

- Cupa Letoniei locul doi (1)
  - 2001